# Snake River Valley AVA
Das Snake River Valley AVA ist ein Weinanbaugebiet im Südwesten des US-Bundesstaats Idaho sowie im Osten von  Oregon. Die Bezeichnung als geschützte Herkunftsbezeichnung ist das Resultat einer gemeinschaftlichen Petition der Idaho Grape Growers and Wine Producers Commission und des Idaho Department of Commerce and Labor. Der Petition wurde am 9. März 2007 stattgegeben.

## Lage
Die anerkannten Rebflächen des Anbaugebiets Snake River Valley AVA verteilen sich auf die im Südwesten von Idaho gelegenen Countys Ada, Adams, Boise, Canyon, Elmore, Gem, Gooding, Jerome, Owyhee, Payette, Twin Falls und Washington, sowie die im Osten von Oregon gelegenen Countys Malheur und Baker. Der namensgebende Snake River bildet in diesem Bereich die Grenze zwischen den beiden Bundesstaaten. Um den Namen der Herkunftsbezeichnung nutzen zu können, muss mindestens 85 Prozent des für einen Wein verwendeten Rebmaterials aus dieser definierten Zone stammen.

## Klima
Die Herkunftsbezeichnung Snake River Valley AVA liegt auf dem gleichen Breitengrad wie das bekanntere, weiter östlich gelegene Weinbaugebiet Umpqua Valley AVA in Oregon. Die Rebflächen des Snake River Valley liegen jedoch auf einer Höhe von 800 bis 1000 m über dem Meer. Dadurch ist die Temperaturdifferenz zwischen Tag und Nacht sehr ausgeprägt. Außerdem ist der mildernde Einfluss des 640 km entfernten Pazifischen Ozeans weniger stark spürbar.